# Acqueville (Manche)
Acqueville ist eine Ortschaft und eine ehemalige französische Gemeinde mit 673 Einwohnern (Stand: 1. Januar 2022) im Département Manche in der Region Normandie. Sie gehörte zum Arrondissement Cherbourg und zum Kanton La Hague.
Mit Wirkung vom 1. Januar 2017 wurde die bisherige Gemeinde Acqueville mit den übrigen 18 Gemeinden der ehemaligen Communauté de communes de la Hague zu einer Commune nouvelle mit dem Namen La Hague zusammengeschlossen und verfügt in der neuen Gemeinde über den Status einer Commune déléguée. Der Verwaltungssitz befindet sich im Ort Beaumont-Hague.

## Lage
Nachbarorte von Acqueville sind Sainte-Croix-Hague im Norden, Flottemanville-Hague im Osten, Teurthéville-Hague im Süden und Vasteville im Westen.

## Bevölkerungsentwicklung
| Jahr      | 1962 | 1968 | 1975 | 1982 | 1990 | 1999 | 2008 | 2015 |
| --------- | ---- | ---- | ---- | ---- | ---- | ---- | ---- | ---- |
| Einwohner | 275  | 253  | 251  | 411  | 617  | 650  | 628  | 666  |

## Sehenswürdigkeiten

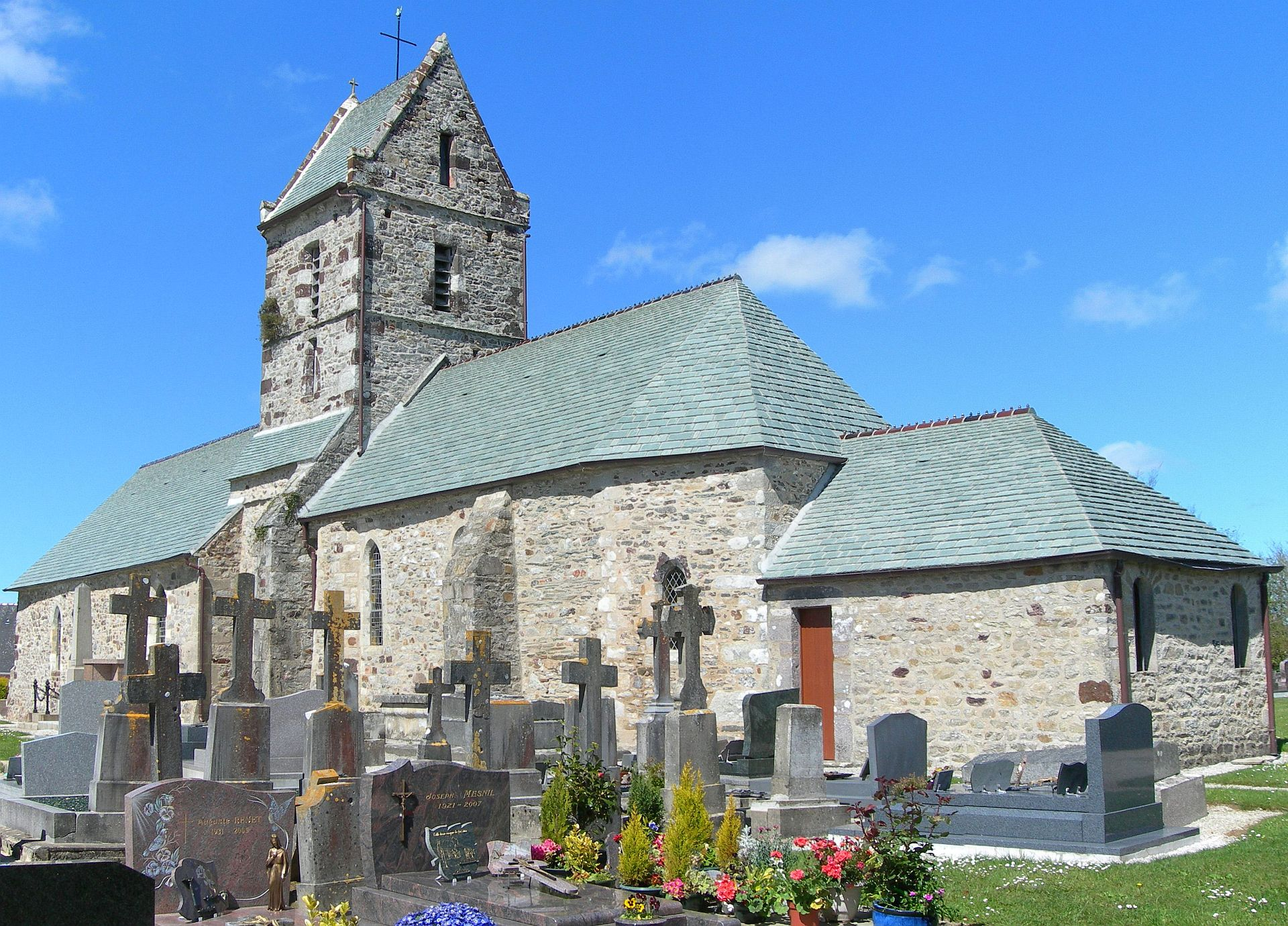
Kirche Notre-Dame

- Kirche Notre-Dame